# Breithorn (Alpy Pennińskie)
Breithorn – szczyt w Alpach Pennińskich, w masywie Breithorn - Lyskamm. Leży na granicy między Włochami (region Dolina Aosty) a Szwajcarią (kanton Valais) w okolicy miejscowości Zermatt i Cervinia. Od strony północnej imponująco wyglądająca góra o szerokości 2,5 km. 
Breithorn ma pięć wierzchołków:
- zachodni, najwyższy - 4164 m,
- centralny - 4159 m,
- wschodni Breithornzwilling - 4106 m,
- zachodni Breithornzwilling - 4139 m,
- Roccia Nera (Schwarzfluh) - 4075 m.

Ze względu na możliwość wjazdu kolejką linową na Klein Matterhorn na wysokość 3820 m n.p.m. i łatwej (F+) drodze wejścia jest uważany za jeden z najłatwiejszych do zdobycia spośród alpejskich czterotysięczników. Zalecana jest jednak wcześniejsza aklimatyzacja, gdyż u osób niezaklimatyzowanych po szybkim wjeździe kolejką, w krótkim czasie mogą pojawić się objawy choroby wysokościowej. Wejście od przełęczy Breithornpass śnieżnym zboczem o nachyleniu do 35 stopni, często oblodzonym, a więc wymagającym posiadania raków i czekana. Przy złej widoczności lub nieprzetartym szlaku należy uważać na szczeliny w lodowcu, łatwo też pobłądzić na olbrzymich zboczach tego szczytu.
Szczyt można zdobyć ze schronisk: Rifugio Teodulo (3327 m), Rifugio Guide del Cervino (3480 m), Rifugio Guide Val d'Ayas (3420 m) oraz Rifugio Mezzalama (3036 m).
Pierwszego wejścia dokonali Henry Maynard, Joseph-Marie Couttet, Jean Gras, Jean-Baptiste Erin i Jean-Jacques Erin 13 sierpnia 1813 r.

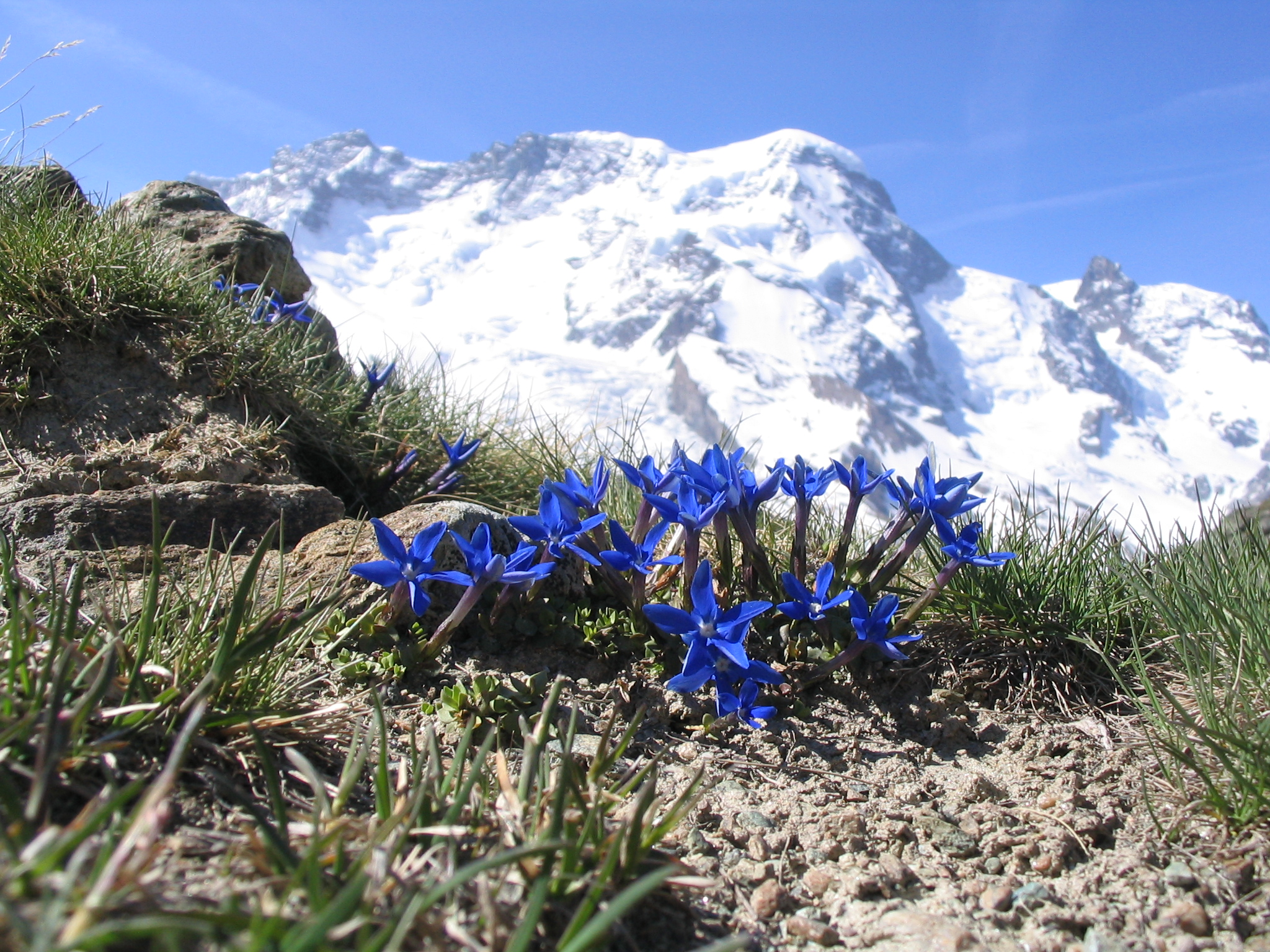
Goryczka alpejska na tle północnej ściany Breithornu
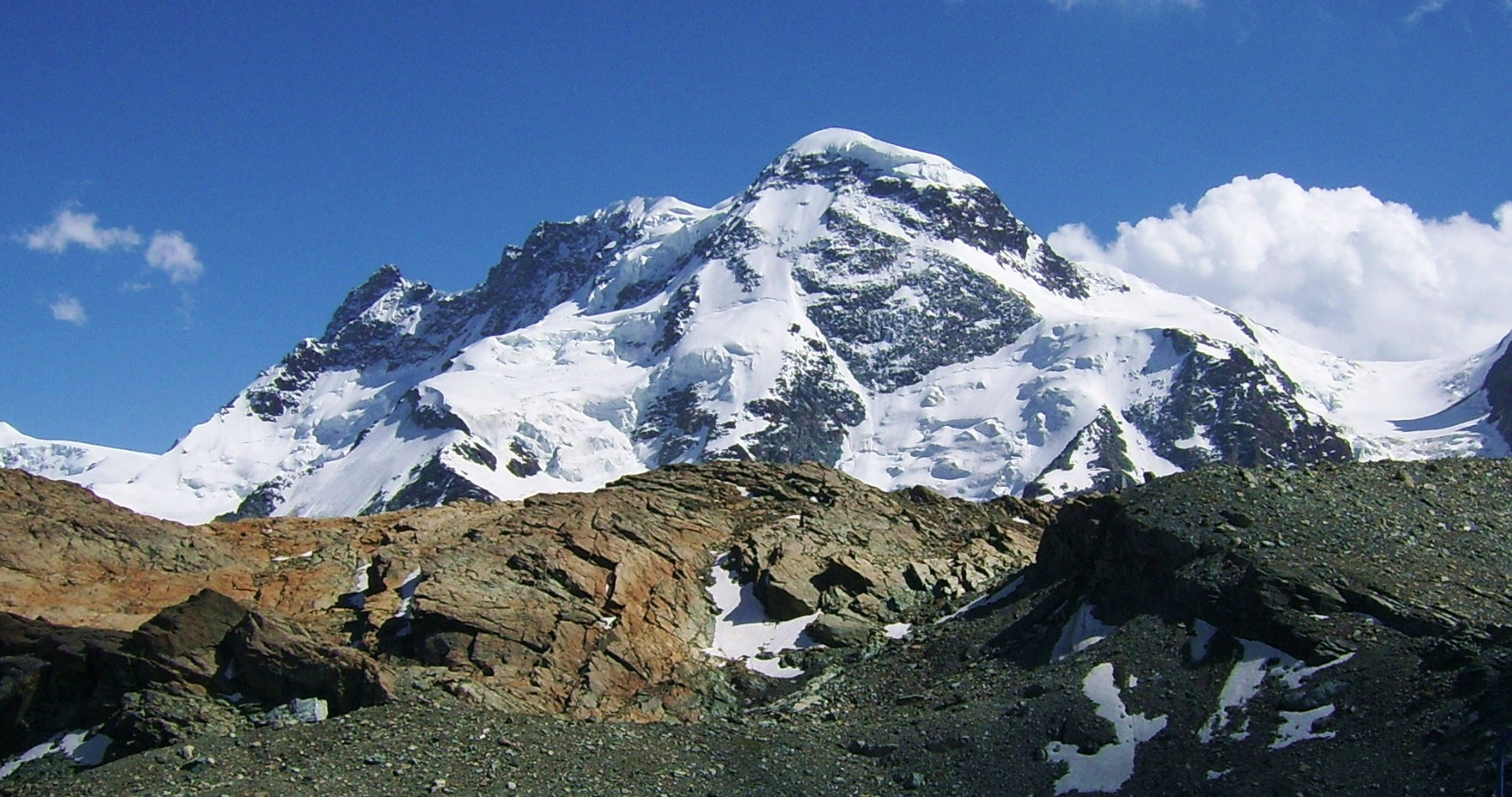
Północna ściana Breithornu widziana z Gandegg Hut
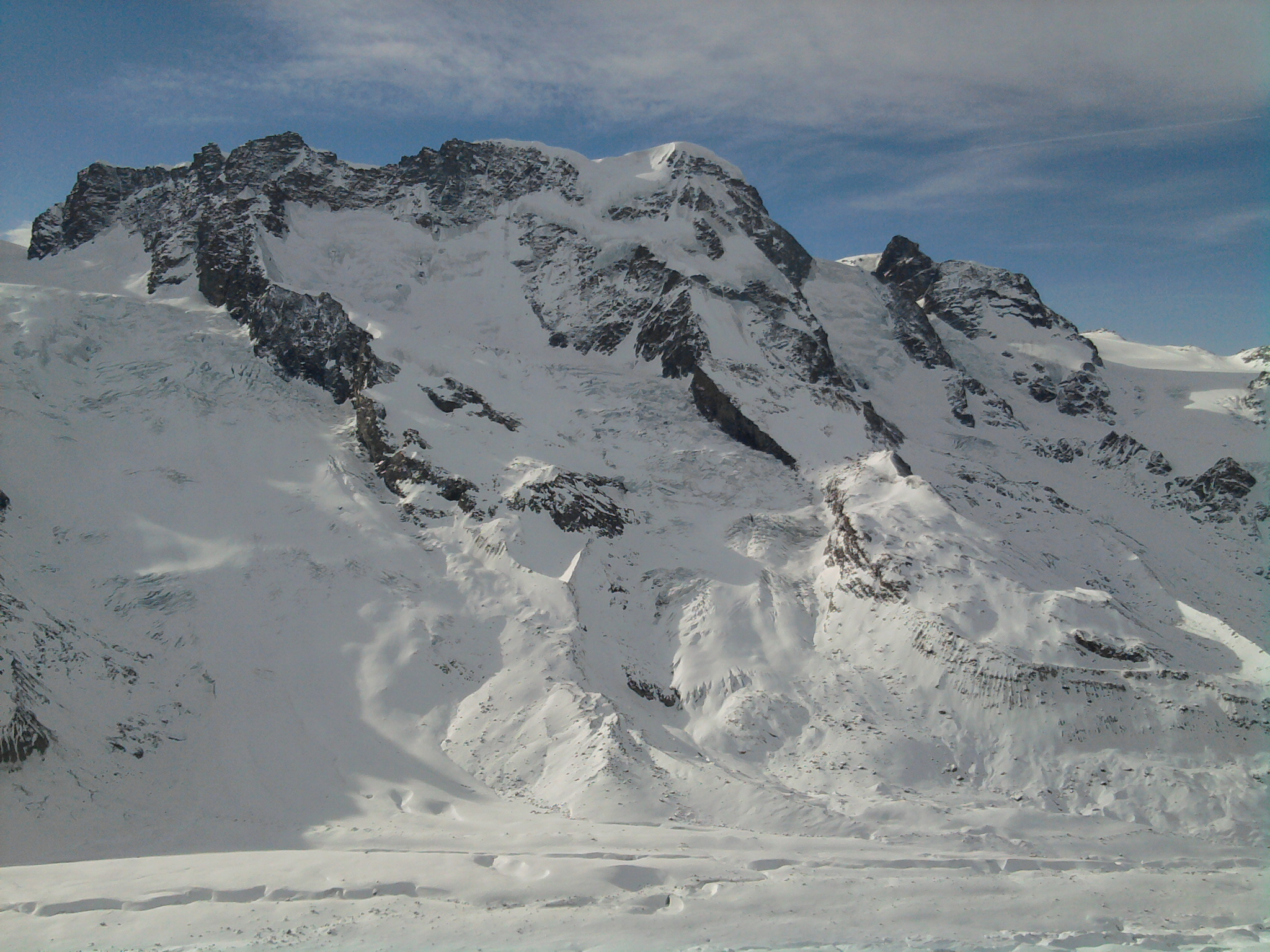
Północna ściana Breithornu

|